# Episodi de L'ispettore Barnaby (sedicesima stagione)
La sedicesima stagione del telefilm L'ispettore Barnaby è andata in onda nel Regno Unito a partire dal 24 dicembre 2013 sul network ITV.
| nº | Titolo originale           | Titolo italiano           | Prima TV Regno Unito | Prima TV Italia |
| -- | -------------------------- | ------------------------- | -------------------- | --------------- |
| 1  | The Christmas Haunting     | I fantasmi di Natale      | 24 dicembre 2013     | 12 ottobre 2014 |
| 2  | Let Us Pray                | L'affresco medievale      | 8 gennaio 2014       | 19 ottobre 2014 |
| 3  | Wild Harvest               | Raccolto selvatico        | 29 gennaio 2014      | 26 ottobre 2014 |
| 4  | The Flying Club            | Il club di volo           | 5 febbraio 2014      | 2 novembre 2014 |
| 5  | The Killings of Copenaghen | Gli omicidi di Copenaghen | 12 febbraio 2014     | 9 novembre 2014 |